# Rabanera del Pinar
Rabanera del Pinar – gmina w Hiszpanii, w prowincji Burgos, w Kastylii i León, o powierzchni 33,24 km². W 2011 roku gmina liczyła 117 mieszkańców.